# Lucrèce Borgia (Hugo)
Pour les articles homonymes, voir Lucrèce Borgia (homonymie), Lucrèce (homonymie) et Borgia (homonymie).
Lucrèce Borgia est un drame en prose de Victor Hugo, représenté pour la première fois au théâtre de la Porte-Saint-Martin le 2 février 1833, avec Mademoiselle George et Frédérick Lemaître dans les premiers rôles. Il est inspiré de l'histoire de Lucrèce Borgia, fille du pape Alexandre VI et sœur du prélat César Borgia, dont le patronyme est associé aux mœurs dissolues de la cour vaticane des XVe – XVIe siècles.
Lucrèce Borgia est conçue comme formant un ensemble avec Le roi s'amuse. Hugo cherche en effet à surprendre le public en donnant à la Comédie-Française et au théâtre de la Porte-Saint-Martin une pièce reprenant le genre auquel ce public est habitué dans chacun de ces théâtres, la tragédie pour la Comédie-Française, le mélodrame pour le théâtre de la Porte-Saint-Martin, pour le subvertir en y introduisant des éléments de l'autre genre. Ainsi Le roi s'amuse est une « tragédie grotesque », tandis que Lucrèce Borgia, aux apparences de mélodrame, est une « tragédie des Atrides » où le grotesque est atténué par rapport aux pièces précédentes.
La pièce est composée de 15 scènes sur 3 actes. Intitulée initialement Le Festin à Ferrare, elle a été écrite en juillet 1832, avec peut-être des retouches avant la représentation. L’œuvre remporte un grand succès, au point que Donizetti en tire un opéra cette même année, Lucrezia Borgia, Felice Romani s'inspirant de la pièce pour le livret. Lors d'une lecture privée à ses connaissances[réf. nécessaire], le dramaturge rencontre pour la première fois Juliette Drouet.

## Création

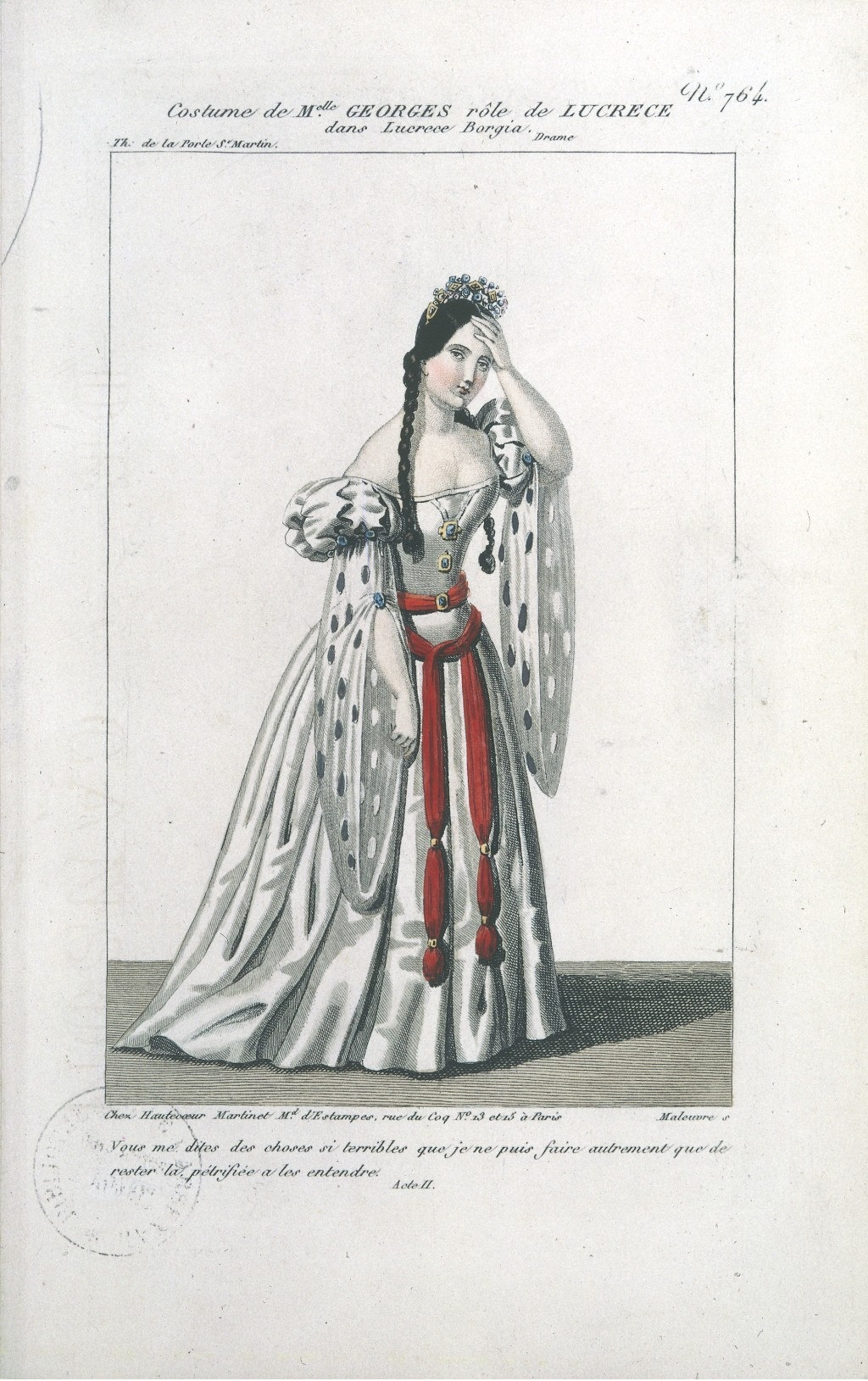
Costume de Mlle George dans le rôle de Lucrèce Borgia.

La pièce est représentée au théâtre de la Porte-Saint-Martin le 2 février 1833. Les rôles principaux sont tenus par Mademoiselle George (Lucrèce), Isidore Delafosse (Alphonse d'Este), Frédérick Lemaître (Gennaro), et Jean-Baptiste Provost (Gubetta), les rôles secondaires par Chéri (d'Orsini), Charles de Chilly (Liveretto), Monval (Gazella), Tournay (Petrucci), Auguste (Vitellozzo), Serres (Rustighello), Vissot (Astolfo) et Mlle Juliette (princesse Negroni). Le peintre Louis Boulanger est chargé des décors. Hugo lui-même et Frédérick Lemaître s'occupent sans doute de la mise en scène. La musique de scène est due à Alexandre Piccinni.

## Sources de Hugo
Victor Hugo a utilisé comme sources de son drame l'Essai sur les mœurs de Voltaire, peut-être le Specimen historiae arcanae sive anecdotae de vita Alexandri VI, Papae seu excerpta ex diario Johannis Burchardi (l'abrégé des chroniques du Vatican, tenues entre 1488 et 1593 par Johann Burchard, secrétaire du pape Alexandre VI), les Mémoires pour servir à l'histoire de la vie de César Borgia, duc de Valentinois de Tommaso Tommasi (1608-1658), la Biographie universelle (1811) de Louis-Gabriel Michaud, l'Histoire des guerres d'Italie (1561) de François Guichardin et l'Histoire des républiques italiennes du Moyen Âge (1808) de Jean de Sismondi .

## Personnages

### Lucrèce Borgia
Personnage principal de la pièce, elle est montrée comme une femme cruelle et capable des crimes les plus épouvantables. Femme de Don Alphonse d'Este, ce qui fait d'elle la Duchesse de Ferrare. Elle est aussi la mère de Gennaro, enfant qu'elle a eu avec son frère Jean et qui ignore qui sont ses parents.

### Jean Borgia
Frère de Lucrèce Borgia et de César Borgia. Il a eu un fils avec sa soeur Lucrèce qui n'est d'autres que Gennaro. Il se fait assassiner par César.

### Gennaro
Soldat et orphelin, brave et loyal, c’est un jeune homme qui, abandonné à sa naissance, ne connaît ni sa mère ni son père. (Fils de Lucrèce et Jean Borgia) 

### Les amis de Gennaro
Gennaro a pour compagnons Jeppo Liveretto, Don Apostolo Gazella, Ascanio Petrucci, Oloferno Vitellozzo et Maffio Orsini. Il a  sauvé la vie de ce dernier et tous deux se considèrent comme frères plutôt qu'amis. Ils travaillent comme soldats pour le Duché de Venise.

### Don Alphonse d’Este
Quatrième et dernier époux de Lucrèce Borgia dans la pièce, il est également le duc de Ferrare. Il semble d'abord soumis à Lucrèce mais veut se venger d'elle quand il s’imagine qu’elle le trompe avec Gennaro, qui est en réalité son fils. 

### Rustighello
Il est le bras droit, l’homme à tout faire et le garde du corps de Don Alphonse. Il est également le messager de ce dernier qui lui demande souvent de nombreux services.

### Gubetta
Il conseille et aide Lucrèce dans la conception et l'exécution de ses plans. Il est au service de Lucrèce Borgia depuis 15 ans. Il se fait passer pour un certain monsieur de Belverana (un riche espagnol) auprès de Gennaro et ses amis.

### La Princesse Negroni
Une princesse très charmante à laquelle est attaché Jeppo.

### Astolfo
Messager de Lucrèce Borgia.

## Résumé

### Acte I. Affront sur affront.

#### Première partie
L'action se déroule sur une terrasse du palais Barbarigo, à Venise, au clair de lune. Un groupe de jeunes nobles évoque les affaires de la famille Borgia, parmi lesquelles l'assassinat de Jean Borgia par son frère César, par amour pour leur sœur, Lucrèce. Gennaro, un des jeunes gens, qui ne sait pas qui était sa famille, ne s'intéresse pas à la conversation et s'endort. Entre Lucrèce, qui contemple le jeune homme endormi, avant de converser avec son lieutenant, Gubetta. On apprend qu'elle a suivi à Venise Gennaro, qu'elle aime, et qu'elle veut se transformer pour lui et devenir bonne. Elle ordonne la libération des hommes qu'elle a condamnés à mort. Mais deux hommes masqués ont surpris la conversation : convaincu de l'infidélité de Lucrèce, le premier décide de faire venir Gennaro à Ferrare pour se venger de lui. Gennaro s'éveille ; il converse avec Lucrèce et lui parle de sa mère, une femme dont il ne sait rien, mais qui le protège de loin et l'aime. Lucrèce lit la lettre de la mère de Gennaro (qu'elle connaît pour l'avoir écrite) : le spectateur comprend que Gennaro est son fils qu'elle suit de loin en loin. Reviennent alors les jeunes nobles du début de l'acte : ils dévoilent à Gennaro l'identité de Lucrèce et font la liste des hommes qu'elle a fait assassiner. Lucrèce tombe évanouie.

#### Deuxième partie
L'action se déroule sur une place de Ferrare. Lucrèce Borgia fomente avec Gubetta un complot pour se venger des jeunes nobles qui l'ont humiliée devant Gennaro à la première partie. Ceux-ci entrent en scène, un peu inquiets de se trouver à Ferrare après avoir ainsi insulté la duchesse (Lucrèce), mais décidés à aller dîner le soir même chez la princesse Negroni. Gennaro dit à tous la haine profonde que lui inspire Lucrèce ; pour le prouver, il mutile un panneau qui porte son nom, transformant "Borgia" en "orgia". Tout le monde sort ; les hommes du duc Don Alphonse d’Este (le mari de Lucrèce) viennent se saisir de Gennaro.

### Acte II. Le couple.

#### Première partie
L'action se déroule dans une salle du palais ducal de Ferrare. Alphonse, le duc et époux de Lucrèce, envoie un de ses serviteurs (Rustighello) chercher du poison. Entre Lucrèce, outrée par l'affront commis contre son nom, et réclamant vengeance. Elle fait jurer à son mari que le coupable ne sortira pas vivant de la pièce ; il le promet et envoie chercher le prisonnier : c'est Gennaro, qui confesse son crime sans hésiter, au désespoir de Lucrèce. Restée seule avec le duc, elle tente de le fléchir ; mais celui-ci explique qu'il sait que Gennaro est son amant, et qu'il a décidé de le faire mourir. Lorsque le jeune homme revient, il lui fait verser du poison ; mais Lucrèce convainc Gennaro de boire le contre-poison et le sauve. Elle lui ordonne de fuir Ferrare au plus vite.

#### Deuxième partie
L'action se déroule sur la place de Ferrare. Le duc Alphonse et Rustighello se tiennent en embuscade, prêts à assassiner Gennaro. Mais avant qu'ils aient pu mettre leur projet à exécution, entre Maffio, le frère d'armes de Gennaro. Il fait douter Gennaro de la nécessité de partir et le convainc de venir plutôt au souper de la princesse Negroni (auquel il n'a pas été convié). Entendant cela, le duc se réjouit.

### Acte III. Ivres-morts
L'action se déroule dans une salle du palais Negroni. Le groupe de jeunes nobles, y compris Maffio et Gennaro, est au dîner de la princesse. Ils ont bien mangé et bien bu. Maffio s'inquiète un peu de voir que Gubetta (qui se fait passer pour un seigneur espagnol et a réussi à devenir leur ami) ne touche pas au vin. Les femmes étant sorties, ils constatent que les portes du palais sont fermées. Soudain, elles s'ouvrent pour laisser passer une file de pénitents, qui précède l'entrée en scène de Lucrèce. Elle leur annonce qu'ils ont été empoisonnés, et n'ont pas une heure à vivre ; elle apporte avec elle cinq cercueils et des prêtres pour la confession. S'apercevant que Gennaro fait partie du groupe, elle fait sortir tout le monde. Elle l'implore pour qu'il boive le contre-poison ; il refuse. Il lui annonce qu'il va la tuer pour venger ses amis empoisonnés ; elle le supplie de ne pas le faire, et lui révèle qu'il est le fils de Jean Borgia (Gennaro en déduit donc qu'elle est sa tante). Il refuse de se laisser fléchir, et la frappe ; avec son dernier souffle, Lucrèce lui révèle la vérité :
Ah !.,. tu m'as tuée ! —Gennaro ! je suis ta mère!

## Éditions
Du vivant de Hugo :
- Victor Hugo, Lucrèce Borgia, drame, Paris, Eugène Renduel, 1833, 2e édition (lire en ligne sur Gallica)
- Victor Hugo, Justification de Lucrèce Borgia, 12 février 1833, Lyon, Perrin [lire en ligne]
- Victor Hugo, Lucrèce Borgia, illustrations de Valentin Foulquier (1822-1896), Édouard Riou et Célestin Nanteuil, Paris, Hetzel, 1866 [lire en ligne]

Autres éditions :
- Paul et Victor Glachant, Essai critique sur le théâtre de Victor Hugo, vol. 2, Les drames en prose, Hachette, 1903 [lire en ligne] — Lucrèce Borgia, p. 63-94.
- Victor Hugo, Ruy Blas. Lucrèce Borgia. Marie Tudor. Angelo, tyran de Padoue, Flammarion, coll. « GF », 1979 (ISBN 2-08-070324-2), édition de Raymond Pouilliart.
- Victor Hugo, Lucrèce Borgia, Paris, Magnard, coll. « Classiques & Patrimoine », 2016, 160 p. (ISBN 978-2-210-75103-3)

## Mises en scène notables
- 1964-1965 : Lucrèce Borgia, mise en scène Bernard Jenny, Théâtre du Vieux-Colombier, Festival du Marais, Grand Théâtre romain (Lyon), Festival de Montauban et Théâtre des Galeries (Bruxelles).
- 1979 : Lucrèce Borgia, mise en scène de Roger Hanin avec Magali Noël, Michel Auclair, David Clair, Jean-Marie Galey...
- 1985 : mise en scène d'Antoine Vitez, avec Nada Strancar[6],[7].
- 2013 : Lucrèce Borgia, joué en tournée française du 10 janvier 2013 au 8 février 2014, dans une mise en scène de Lucie Berelowitsch, avec Marina Hands.
- 2014 : Lucrèce Borgia, joué en tournée française du 5 mars au 25 mai 2014, dans une mise en scène de Jean-Louis Benoît, avec Nathalie Richard, Fabien Orcier, Martin Loizillon, Thierry Bosc, Anthony Audoux, Maxime Taffanel, Jonathan Moussali, Laurent Delvert, Alexandre Jazédé et Ninon Brétécher.
- 2014 : Lucrèce Borgia, joué à la Comédie-Française du 24 mai au 20 juillet, dans une mise en scène de Denis Podalydès, avec Éric Ruf (le Duc de Ferrare), Guillaume Gallienne (Lucrèce) et Suliane Brahim (Gennaro).
- 2014 : Lucrèce Borgia, joué au Château de Grignan du 26 juin au 23 août puis en tournée française, dans une mise en scène de David Bobée, avec Béatrice Dalle et Pierre Cartonnet, sur la musique de Butch McKoy.
- 2017: Lucrèce Borgia, mise en scène par Jean François Buisson, Antibea Théâtre Antibes, Avec Annabelle CHARLES (Lucrèce Borgia) Sasha PAULA (Gennaro) Sebastien LE ROY (Gubetta) et Karine LEPOLOZEC, Francki ANEMOLI, Julien BARTOLOMEÏ, David BESSIERE, François DE MAIGRET, Jérémie MERIAUX, Guilhem PUJOL
- 2017 : Lucrèce Borgia, mise en scène par Éric Vigner, Théâtre National d'Albanie, Tirana (présentée au Festival TNB à Rennes).